# Thalassema viride
Thalassema viride is een lepelworm uit de familie Thalassematidae.
De wetenschappelijke naam van de soort werd in 1879 gepubliceerd door Addison Emery Verrill.